# مزرعه میرزا حکیم
مجموعه مزرعه میرزا حکیم مربوط به دوره صفوی است و در شهرستان اردکان، ۱/۵ کیلومتری شمال جاده سنتو واقع شده و این اثر در تاریخ ۲ بهمن ۱۳۸۲ با شمارهٔ ثبت ۱۰۸۴۶ به‌عنوان یکی از آثار ملی ایران به ثبت رسیده است.